# Bolaman Irmağı
Der Bolaman Irmağı ist ein Fluss zum Schwarzen Meer in den nordtürkischen Provinzen Ordu und Tokat.
Der Fluss hieß in der Antike Sidenus. 
Der Bolaman Irmağı entspringt im Canik Dağları, einem Gebirgszug des Pontischen Gebirges. Er fließt anfangs entlang der Provinzgrenze von Tokat und Ordu in westlicher Richtung. Später wendet er sich nach Norden und passiert die Ortschaft Zaferimilli in der Provinz Ordu. Er fließt kurz darauf östlich an der Stadt Aybastı vorbei. Der Bolaman Irmağı durchfließt danach die Stadt Kabataş. Anschließend mündet der Gölköy Irmağı von rechts in den Fluss. In Çatalpınar trifft der Eleşi Deresi von links auf den Fluss. Der Bolaman Irmağı setzt seinen Kurs nach Norden fort und mündet in den östlichen Stadtbezirken von Fatsa ins Schwarze Meer. Die Flusslänge liegt bei etwa 80 km.